# Studentupploppet i Lund 1793
Studentupploppet i Lund 1793, den 9 mars 1793, var oroligheter riktade mot adelspersoner i staden. 

## Bakgrund
Under denna tid rådde en viss sociala spänning på grund av den franska revolutionen. I mars planerades en bal hållas av adeln i Lund vid samma tid som protestantismens 200-årsjubileum firades i kyrkorna i hela riket. Balen skulle hållas i Bringska Huset. 9 mars, redan dagen efter. En av balens organisatörer, löjtnant Holger Morman, hade uttryckt sig mycket förolämpande om stadens studenter, och hotat med pisk om de vågade visa sig under festligheterna. En uppenbar förklaring till upploppen var dels att det fanns en jakobinklubb i Lund 1793, dels det allmänna samhällsklimatet: 
”Sveriges egna inre förhållanden voro politiskt även särskilt gynnsamma för de franska revolutionsidéernas hastiga insteg i landet. Enväldet florerade, trycktvång och tidningscensur hängde munlås för det fria ordet och det adliga godsägar- och ämbetsmannaväldet var tillräckligt stort och omfattande för att sticka folk i ögonen. När republiken under dramatiska former proklamerades i Frankrike 1792, började man även här bli republikansk. ’Halva nationen blev jakobin’, påstår Malmström, en av den svenska vitterhetens många historieskrivare”. 
Det finns olika tolkningar av orsaken till upploppet. Studenterna själva hävdade vid den efterföljande rannsakningen att deras upprördhet betingats av att festen ägt rum medan det ännu rådde landssorg efter mordet på Gustaf III. Krister Gierow menar dock i Lunds universitets historia att denna förklaring var lika litet befogad som att "stämpla händelsen som ett utslag av revolutionära idéer och 'jakobinism'", utan anser i stället att anledningen "till studenternas missnöje" i praktiken främst grundades i att de "i allt för liten utsträckning och alltför sent beretts tillträde till balen". En tidigare universitetshistoriker, Martin Weibull ville dock även se studenternas uppträdande som ett tidigt uttryck för en djupare samhörighetskänsla – en "esprit de corps" – bland studentkollektivet som helhet, vilket tidigare annars mest betraktat sig som uppdelat utifrån de olika studentnationerna.

## Studentupploppet
Studenterna samlades i Lundagård. En viktig roll spelade Johan Malmberg (1769-1846), som var student av Smålands Nation. Man skrev och sjöng en nidvisa om ”De Adeliga Asen”, som blev mycket populär, man fyrade av raketer och man återtog de kanoner från Universitetet som adelsmännen lånat för att skjuta salut vid balens början.
De 100 församlade studenterna från Lundagård kom vid niotiden på kvällen upp till festlokalen, maskerade och beväpnade med sablar, och krävde att Morman skulle komma ut och göra avbön. Annars hotade man att tömma lokalen med våld. Det 40-talet adelsmännen drog sina svärd och kvinnor svimmade. Några rutor krossades. Efter många om och men kom Morman ut och bad om ursäkt: ”Om jag har förargat herrarna...”  började han. ”Eftersom!”  hördes en röst från bakre leden. Morman fick börja om. ”Eftersom jag har förargat herrarna…ber jag ödmjukast om ursäkt”. Efter en kort paus hördes då kommentaren ”Gå i frid och synda icke hädanefter!”
Ingen hade därefter lust att dansa och studenterna tågade sedan hem till sin Rector, orientalisten Mathias Norberg.  Denna incident bidrog till både studentkåren och Lunda-andan. Vid den påföljande rättegången frikändes samtliga studenter.